# Château de Villemorant
Le château de Villemorant est un château situé à Neung-sur-Beuvron dans le Loir-et-Cher.

## Construction
Le château a été construit au XIXe siècle par un riche propriétaire foncier.

## Propriétaires
Le président de la République centrafricaine d'alors, Jean-Bedel Bokassa, a racheté le château en 1972,.
En 1993, le château et son parc de 23 hectares sont rachetés par les communes de Neung-sur-Beuvron, Millançay, Montrieux-en-Sologne et Vernou-en-Sologne avec comme objectif de favoriser le développement économique local. Il est depuis le siège de la communauté de communes.